# 桑格罗堡
桑格罗堡（義大利語：Castel di Sangro）是意大利阿奎拉省的一个市镇。总面积83.98平方公里，人口6006人，人口密度71.5人/平方公里（2009年）。ISTAT代码为066028。